# Manfred Bertele
Manfred Bertele (* 29. Dezember 1938 in Stuttgart; † 12. Februar 2025) war ein Brigadegeneral des Heeres der Bundeswehr.

## Leben
Bertele absolvierte 1958 das Abitur und trat danach am 16. April 1958 beim Grenadierbataillon 24 in Ellwangen in die Bundeswehr ein. Von April bis Dezember 1959 besuchte er die Heeresoffizierschule I in Hannover. Im März 1960 wurde er zum Leutnant befördert, war Zugführer, Personaloffizier (S1) und Kompaniechef im Panzergrenadierbataillon 302 und Offizier für Planung, Ausbildung und Organisation (S3) im Stab der Panzerbrigade 30. Von 1969 bis 1971 absolvierte er den 12. Generalstabslehrgang Heer an der Führungsakademie der Bundeswehr in Hamburg, wo er zum Offizier im Generalstabsdienst ausgebildet wurde.
Anschließend war Bertele Generalstabsoffizier für Militärisches Nachrichtenwesen (G2) der 4. Jägerdivision, von November 1972 bis Oktober 1973 bei der Militärischen Mitarbeitergruppe (MBFR) ORdH in Ottobrunn, ab November 1973 Referent im Führungsstab der Streitkräfte III 2 im Bundesministerium der Verteidigung und von 1975 bis 1977 Bataillonskommandeur des Panzergrenadierbataillons 302. Anschließend war er Mitarbeiter der Stiftung Wissenschaft und Politik in Ebenhausen, von 1980 bis 1983 Referent bei der Ständigen Vertretung der Bundesrepublik Deutschland bei der NATO in Brüssel, von 1983 bis 1984 Referent im Führungsstab des Heeres III 1 im Bundesministerium der Verteidigung und von 1984 bis 1992 Arbeitsbereichsleiter für Militärstrategie und operative Grundlagen im Planungsstab des Bundesministers der Verteidigung. 
In seiner letzten Verwendung war Bertele ab Februar 1992 stellvertretender Stabsabteilungsleiter III im Führungsstab der Streitkräfte im Bundesministerium der Verteidigung und wurde mit Ablauf des April 1995 in den Ruhestand versetzt.
Bertele war römisch-katholisch und verheiratet. Seine Urne wurde im Bestattungswald in Münsingen beigesetzt.